# Antis
Antis est un groupe rock postmoderne lituanien. Son nom signifie « canard », mais est aussi un mot d'argot signifiant « fausse sensation des médias ».

## Biographie
En 1986, alors que l'Union soviétique tirait à sa fin, on pouvait assister à une explosion de la musique alternative en Lituanie. Avant cela, toute la « musique occidentale de mauvais goût » était officiellement interdite, avec une longue liste de proscrits incluant les Ramones, AC/DC et Alice Cooper. Antis était politiquement engagé qui a joué une musique proscrite dans plusieurs styles, dont le ska.
Au départ, le groupe n'était qu'une blague d'Algirdas "Pablo" Kaušpėdas pour divertir les invités à une fête du Nouvel An organisée pour l'Union des architectes à Kaunas, en 1984. La performance du groupe fut un tel succès que la Lituanie tout entière en entendit parler. En janvier 1986, une section de cor d'harmonie de Vilnius se joint au groupe et Petras "Sniegius" Ubartas (un autre architecte, aussi compositeur, trompettiste et guitariste) prit les rênes de la direction musicale afin que Pablo puisse se concentrer sur les paroles et la promotion. Le groupe fut invité à jouer à plusieurs festivals de musique alternative, dont celui de l'Université de Vilnius ; au festival Lituanica 86, la performance d'Antis fut telle que le groupe a éclipsé les têtes d'affiche russes Aquarium et Bravo. La publicité qui en résultat a fait d'Antis une sensation nationale et a fait d'eux l'un des meilleurs groupes rock de l'ex-URSS; leurs spectacles attiraient des centaines de milliers de spectateurs - leur popularité les amena en tournée à travers l'Europe et les États-Unis. 
Algirdas Kaušpėdas a créé un spectacle dramatique avec des maquillages, costumes, motos et modèles de fusées sur scène. Le groupe a fait trois vidéoclips, qui furent plus tard réutilisés dans le film musical Kažkas Atsitiko (Il s'est produit quelque chose) en 1986. Les paroles de Kaušpėdas étaient des critiques cinglantes du régime soviétique, un thème très accrocheur pendant la Perestroïka. Au fil du temps, quelques changements de musiciens sont survenus, et leur musique est devenue de plus en plus sophistiquée. À ses débuts, le groupe était fortement inspiré par Talking Heads, et une reprise de Men at Work devint l'un des plus gros succès du groupe. Plus tard, Sniegius ajouta une sonorité inspirée de l'œuvre de Frank Zappa.
Fin 1986, le groupe enregistre son album éponyme au studio Melodya de Vilnius. Le LP apparut sur les tablettes l'année suivante et devint l'un des meilleurs vendeurs en Lituanie. Leur second album fut enregistré en 1988 au studio CCS de Varsovie. Le groupe voulait initialement le lancer de façon indépendante, mais Melodya s'y est objecté et le litige qui s'ensuivit retarda la sortie de l'album d'un an. 
Le groupe fit ses dernières tournées dans la seconde moitié de 1989 et au début de 1990, incluant des apparitions dans des festivals en Italie, en Autriche, en Allemagne, en France et aux États-Unis, où ils participèrent au NY New Music Seminar et jouèrent au CBGB.
Algirdas Kaušpėdas quitte la musique en 1990 pour se lancer dans la politique, avant de revenir à l'architecture. Le reste du groupe continua à composer, auditionnant un nouveau chanteur; cependant, Pablo était l'âme d'Antis et le groupe se sépare. Quelques membres quittèrent l'industrie de la musique, alors que d'autres se joignirent à d'autres projets. Kaušpėdas dirige aujourd'hui une compagnie de design et reste une figure importante dans la musique et culture lituanienne. 
Zona/BMK a lancé deux cassettes d'Antis en 1994. Bjaurioji Antis (Affreux Antis) incluait les premiers enregistrements amateurs de Kaunas, sans les cors. Retas Paukštis (Oiseau Rare) contenait toutes les chansons ne s'étant pas retrouvées sur des albums de Melodya. Geriausios Dainos, leur dernier album, est une sorte de best-of, lancé sur CD et MC par Zona/BMK en mai 1995.
Kaušpėdas a brièvement formé l'Antis Orchestra en 1996 avec des anciens membres et des musiciens de session pour recréer le son d'Antis pour trois spectacles en plein air dans le cadre du festival Lithuanian Rock March. La plupart des membres originaux se sont aussi temporairement reformés en 2003 pour promouvoir le lancement par Zona de la plupart des enregistrements d'Antis sur quatre CD (Kažkas atsitiko, Antis, Ša! et Dovanėlė), et d'un coffret, Visa Antis.

## Membres
- Algirdas Kaušpėdas
- Petras Ubartas
- Vaclovas Augustinas (clavier, vocal) (né en 1959) a joué dans Saules Laikrodis avant de se joindre à Antis. Depuis 1992, il est le directeur artistique de la Chorale de la Municipalité de Vilnius ''Jauna muzika''.
- Linas Buda (Batteur) (né en 1962 à Kaunas) a joué avec Roko laboratorija avant de se joindre à Antis. Il rejoint en 1988 le quartette de jazz Sasnauskas.

## Discographie
- Antis (1987)
- Anties Dovanėlė (1989)
- Kažkas atsitiko
- Ša!
- Visa Antis (compilation)